# Сутре (Швенчёнский район)
Сутре (лит. Sutrė) — населённый пункт в восточной части Литвы. Входит в состав Швенченеляйского староства Швянчёнского района. По данным переписи Литвы 2011 года, население Сутре составляло 4 человека.

## География
Село расположено в центральной части района. Расстояние до Швянчёниса — 9,6 км, до Швенчёнеляя — 3,4 км. Ближайшие села: Квядяришке и Трудай.

## Население
| 1931                           | 1959 | 1970 | 1979 | 1989 | 2001 | 2011 |
| ------------------------------ | ---- | ---- | ---- | ---- | ---- | ---- |
| 24                             | 14   | 12   | 8    | 1    | 3    | 4    |
| Гистограмма динамики населения |      |      |      |      |      |      |